# Coupe du monde de rugby à XV 1991
Navigation
Coupe du monde 1987 Coupe du monde 1995
La Coupe du monde de rugby à XV 1991 (deuxième édition) s'est tenue dans les cinq pays du Tournoi des cinq nations : Angleterre (sept matchs, dont la finale), Écosse (cinq matchs), pays de Galles (sept), Irlande (cinq) et France (huit) du 3 octobre au 2 novembre 1991.
Dans la finale, jouée à Twickenham, l'Australie, opposée à l'Angleterre, l'emporte 12 à 6 et gagne son premier titre mondial.

## Villes et infrastructures retenues pour la phase finale

### France
Huit stades dans huit villes sont retenus pour les huit matchs assignés à la France :
| Ville             | Stades                   | Capacité |
| ----------------- | ------------------------ | -------- |
| Paris             | Parc des Princes         | 48 527   |
| Béziers           | Stade de la Méditerranée | 20 000   |
| Toulouse          | Stade Ernest-Wallon      | 19 500   |
| Villeneuve-d'Ascq | Stadium Nord             | 18 185   |
| Bayonne           | Stade Jean-Dauger        | 16 934   |
| Brive             | Stade Amédée-Domenech    | 16 300   |
| Agen              | Stade Armandie           | 14 000   |
| Grenoble          | Stade Lesdiguières       | 12 650   |

### Angleterre
Quatre stades seulement sont utilisés par la nation organisatrice :
| Ville      | Stades               | Capacité |
| ---------- | -------------------- | -------- |
| Londres    | Stade de Twickenham  | 82 000   |
| Leicester  | Welford Road Stadium | 24 000   |
| Gloucester | Kingsholm Stadium    | 16 500   |
| Otley      | Cross Green (en)     | 5 000    |

### Pays de Galles
Quatre stades également au pays de Galles :
| Ville      | Stades              | Capacité |
| ---------- | ------------------- | -------- |
| Cardiff    | Cardiff Arms Park   | 53 000   |
| Llanelli   | Stradey Park        | 10 800   |
| Pontypool  | Pontypool Park (en) | 8 800    |
| Pontypridd | Sardis Road         | 7 200    |

### Irlande
Un stade dans chacune des deux divisions territoriales de l'île :
| Ville   | Stades            | Capacité |
| ------- | ----------------- | -------- |
| Dublin  | Lansdowne Road    | 36 000   |
| Belfast | Ravenhill Stadium | 12 300   |

### Écosse
Enfin l'Ḗcosse accueille ses cinq rencontres dans une seule enceinte :
| Ville     | Stade               | Capacité |
| --------- | ------------------- | -------- |
| Édimbourg | Murrayfield Stadium | 67 130   |

## Qualifications
Les qualifications se disputent de 1988 à 1990. Les huit quart-de-finalistes de la Coupe du monde 1987 étant qualifiés d'office, il reste huit places à remplir pour 33 nations candidates. C'est la première fois que cette phase de qualification existe puisqu'en 1987 les seize participants étaient invités.
Pays qualifiés d'office
1. Nouvelle-Zélande, championne en titre
2. France, finaliste
3. Pays de Galles, troisième
4. Australie, quatrième
5. Écosse, quart de finaliste
6. Irlande, quart de finaliste
7. Fidji, quart de finaliste
8. Angleterre, quart de finaliste (et hôtesse)

Pays passés par les qualifications continentales
1. Zimbabwe (Afrique 1)
2. Canada (Amériques 1)
3. Argentine (Amériques 2)
4. États-Unis (Amériques 3)
5. Samoa occidentales (Asie et Océanie 1)
6. Japon (Asie et Océanie 2)
7. Italie (Europe 1)
8. Roumanie (Europe 2).

## Phase qualificative
Points de classement
Une victoire vaut 3 points, un nul 2 points et une défaite 1 point (un forfait valant 0 point).

### Poule A
| Rang | Pays             | J | V | N | D | Pm | Pe  | Diff | Pts |
| ---- | ---------------- | - | - | - | - | -- | --- | ---- | --- |
| 1    | Nouvelle-Zélande | 3 | 3 | 0 | 0 | 95 | 39  | +56  | 9   |
| 2    | Angleterre       | 3 | 2 | 0 | 1 | 85 | 33  | +52  | 7   |
| 3    | Italie           | 3 | 1 | 0 | 2 | 57 | 76  | -19  | 5   |
| 4    | États-Unis       | 3 | 0 | 0 | 3 | 24 | 113 | -89  | 3   |

| Jeudi 3 octobre 1991 15:00 UTC Match 1 | Angleterre                                              | 12 - 18 12-9 | Nouvelle-Zélande                                                                    | Twickenham Londres 57 000 spectateurs Arbitre : Jim Fleming |
| Jeudi 3 octobre 1991 15:00 UTC Match 1 | Pénalité(s) : 3 Webb 1re, 15e, 29e Drop(s) : Andrew 40e |              | Essai(s) : M.Jones 50e Transformation(s) : Fox Pénalité(s) : 4 Fox 4e, 9e, 25e, 54e | Twickenham Londres 57 000 spectateurs Arbitre : Jim Fleming |
| Jeudi 3 octobre 1991 15:00 UTC Match 1 |                                                         |              |                                                                                     | Twickenham Londres 57 000 spectateurs Arbitre : Jim Fleming |

| Samedi 5 octobre 13:00 UTC Match 5 | Italie | 30 - 9 9-3 | États-Unis                                                                              | Cross Green (en) Otley 7 500 spectateurs Arbitre : Owen Doyle |
| Samedi 5 octobre 13:00 UTC Match 5 | Essai(s) : 4 Barba (it) 3e ; Ivan Francescato 42e ; Vaccari 64e ; Gaetaniello (it) 74e Transformation(s) : 4/4 Dominguez Pénalité(s) : Dominguez 39e, 80e |            | Essai(s) : K.Swords 68e Transformation(s) : M.Williams 68e Pénalité(s) : M.Williams 30e | Cross Green (en) Otley 7 500 spectateurs Arbitre : Owen Doyle |
| Samedi 5 octobre 13:00 UTC Match 5 | |            |                                                                                         | Cross Green (en) Otley 7 500 spectateurs Arbitre : Owen Doyle |

| Mardi 8 octobre 1991 13:00 UTC Match 9 | Nouvelle-Zélande | 46 - 6 20-3 | États-Unis                             | Kingsholm Stadium Gloucester 12 000 spectateurs Arbitre : Efraim Sklar |
| Mardi 8 octobre 1991 13:00 UTC Match 9 | Essai(s) : 8 Earl 22e ; Wright 24e, 28e, 80e ; Purvis 45e Timu 53e ; Tuigamala 73e ; Innes 78e Transformation(s) : 4/8 Preston 29e, 45e, 78e, 80e Pénalité(s) : 2 Preston 14e, 38e |             | Pénalité(s) : 2 Williams (en) 35e, 56e | Kingsholm Stadium Gloucester 12 000 spectateurs Arbitre : Efraim Sklar |
| Mardi 8 octobre 1991 13:00 UTC Match 9 | |             |                                        | Kingsholm Stadium Gloucester 12 000 spectateurs Arbitre : Efraim Sklar |

| Mardi 8 octobre 15:00 UTC Match 10 | Angleterre | 36 - 6 24-0 | Italie                                                | Twickenham, Londres 30 000 spectateurs Arbitre : Brian Anderson (en) |
| Mardi 8 octobre 15:00 UTC Match 10 | Essai(s) : 4 R Underwood 11e Guscott 40e, 49e ; Webb 61e Transformation(s) : 4/4 Webb Pénalité(s) : 4 Webb 2e, 8e, 15e, 24e |             | Essai(s) : Cuttitta 58e Transformation(s) : Dominguez | Twickenham, Londres 30 000 spectateurs Arbitre : Brian Anderson (en) |
| Mardi 8 octobre 15:00 UTC Match 10 | |             |                                                       | Twickenham, Londres 30 000 spectateurs Arbitre : Brian Anderson (en) |

| Vendredi 11 octobre 14:00 UTC Match 17 | Angleterre | 37 - 9 21-3 | États-Unis                                                                         | Twickenham Londres 45 000 spectateurs Arbitre : Les Peard |
| Vendredi 11 octobre 14:00 UTC Match 17 | Essai(s) : 5 R Underwood 8e, 80e ; Carling 32e ; Skinner 62e ; Heslop 68e Transformation(s) : 4/5 Hodgkinson 8e, 32e, 62e, 68e Pénalité(s) : 3 Hodgkinson 5e, 12e, 25e |             | Essai(s) : Nelson 47e Transformation(s) : Williams (en) Pénalité(s) : Williams 20e | Twickenham Londres 45 000 spectateurs Arbitre : Les Peard |
| Vendredi 11 octobre 14:00 UTC Match 17 | |             |                                                                                    | Twickenham Londres 45 000 spectateurs Arbitre : Les Peard |

| Dimanche 13 octobre 14:00 UTC Match 21 | Italie | 21 - 31 3-16 | Nouvelle-Zélande | Welford Road Stadium Leicester 16 200 spectateurs Arbitre : Kerry Fitzgerald |
| Dimanche 13 octobre 14:00 UTC Match 21 | Essai(s) : 2 Cuttitta 57e ; Bonomi 76e Transformation(s) : 2/2 Dominguez Pénalité(s) : 3 Dominguez 22e, 51e, 68e |              | Essai(s) : 4 Z.Brooke 1re ; Innes 26e Tuigamala 43e ; J.Hewett 64e Transformation(s) : 3/4 Fox 1re, 43e, 65e Pénalité(s) : 3 Fox 6e, 53e | Welford Road Stadium Leicester 16 200 spectateurs Arbitre : Kerry Fitzgerald |
| Dimanche 13 octobre 14:00 UTC Match 21 | |              | | Welford Road Stadium Leicester 16 200 spectateurs Arbitre : Kerry Fitzgerald |

### Poule B
| Rang | Pays     | J | V | N | D | Pm  | Pe  | Diff | Pts |
| ---- | -------- | - | - | - | - | --- | --- | ---- | --- |
| 1    | Écosse   | 3 | 3 | 0 | 0 | 122 | 36  | +86  | 9   |
| 2    | Irlande  | 3 | 2 | 0 | 1 | 102 | 51  | +51  | 7   |
| 3    | Japon    | 3 | 1 | 0 | 2 | 77  | 87  | -10  | 5   |
| 4    | Zimbabwe | 3 | 0 | 0 | 3 | 31  | 158 | -127 | 3   |

| Samedi 5 octobre 1991 15:00 UTC Match 4 | Écosse | 47 - 9 17-9 | Japon                                                                       | Murrayfield Stadium Édimbourg 40 000 spectateurs Arbitre : Ed Morrison |
| Samedi 5 octobre 1991 15:00 UTC Match 4 | Essai(s) : 7 S Hastings 12e ; Stanger 30e Chalmers 35e ; de pénalité 43e Tukalo 64e ; White 67e ; G Hastings 69e Transformation(s) : 5/7 G Hastings 35e, 43e, 64e, 67e, 69e Pénalité(s) : 3 Chalmers 18e ; G Hastings 48e, 55e |             | Essai(s) : Hosokawa 39e Transformation(s) : Hosokawa Drop(s) : Hosokawa 20e | Murrayfield Stadium Édimbourg 40 000 spectateurs Arbitre : Ed Morrison |
| Samedi 5 octobre 1991 15:00 UTC Match 4 | |             |                                                                             | Murrayfield Stadium Édimbourg 40 000 spectateurs Arbitre : Ed Morrison |

| Dimanche 6 octobre 1991 15:00 UTC Match 8 | Irlande | 55 - 11 33-0 | Zimbabwe                                                               | Lansdowne Road Dublin 40 000 spectateurs Arbitre : Keith Lawrence |
| Dimanche 6 octobre 1991 15:00 UTC Match 8 | Essai(s) : 8 Robinson 8e, 37e, 62e, 70e Geoghegan 39e Popplewell 57e, 79e ; D Curtiss 74e Transformation(s) : 4/8 Keyes 8e, 37e, 39e, 57e Pénalité(s) : 5 Keyes 3e, 12e, 16e, 20e, 33e |              | Essai(s) : 2 B Dawson 64e ; W Schultz 80e Pénalité(s) : A Ferreira 52e | Lansdowne Road Dublin 40 000 spectateurs Arbitre : Keith Lawrence |
| Dimanche 6 octobre 1991 15:00 UTC Match 8 | |              |                                                                        | Lansdowne Road Dublin 40 000 spectateurs Arbitre : Keith Lawrence |

| Mercredi 9 octobre 1991 15:00 GMT Match 13 | Irlande | 32 - 16 19-6 | Japon                                                                                         | Lansdowne Road Dublin 30 000 spectateurs Arbitre : Laikini Colati |
| Mercredi 9 octobre 1991 15:00 GMT Match 13 | Essai(s) : 4 O'Hara 13e ; Mannion 28e, 66e Staples 40e Transformation(s) : 2/4 Keyes 28e, 40e Pénalité(s) : 4 Keyes 9e, 46e, 48e, 53e |              | Essai(s) : 3 Hayashi 35e Kajihara 61e ; Yoshida 79e Transformation(s) : 2/3 Hosokawa 35e, 79e | Lansdowne Road Dublin 30 000 spectateurs Arbitre : Laikini Colati |
| Mercredi 9 octobre 1991 15:00 GMT Match 13 | |              |                                                                                               | Lansdowne Road Dublin 30 000 spectateurs Arbitre : Laikini Colati |

| Mercredi 9 octobre 1991 15:00 UTC Match 14 | Écosse | 51 - 12 21-12 | Zimbabwe                                                   | Murrayfield Stadium Édimbourg 35 000 spectateurs Arbitre : Don Reordan |
| Mercredi 9 octobre 1991 15:00 UTC Match 14 | Essai(s) : 8 Tukalo 3e, 62e, 70e ; Turnbull 30e S Hastings 37e ; Stanger 41e Weir 79e ; D White 80e Transformation(s) : 5/8 Dods 3e, 30e, 37e, 62e, 70e Pénalité(s) : 2 Dods 24e, 53e Drop(s) : Wyllie 46e |               | Essai(s) : 2 Garvey 3e, 33e Transformation(s) : 2/2 Currin | Murrayfield Stadium Édimbourg 35 000 spectateurs Arbitre : Don Reordan |
| Mercredi 9 octobre 1991 15:00 UTC Match 14 | |               |                                                            | Murrayfield Stadium Édimbourg 35 000 spectateurs Arbitre : Don Reordan |

| Samedi 12 octobre 1991 13:30 UTC Match 18 | Écosse | 24 - 15 9-12 | Irlande                                                     | Murrayfield Édimbourg 54 000 spectateurs Arbitre : Fred Howard |
| Samedi 12 octobre 1991 13:30 UTC Match 18 | Essai(s) : 2 Shiel 55e ; Armstrong 75e Transformation(s) : 2/2 G Hastings Pénalité(s) : 3 G Hastings 14e, 28e, 63e Drop(s) : Chalmers 24e |              | Pénalité(s) : 4 Keyes 4e, 19e, 32e, 45e Drop(s) : Keyes 37e | Murrayfield Édimbourg 54 000 spectateurs Arbitre : Fred Howard |
| Samedi 12 octobre 1991 13:30 UTC Match 18 | |              |                                                             | Murrayfield Édimbourg 54 000 spectateurs Arbitre : Fred Howard |

| Lundi 14 octobre 1991 14:00 UTC Match 24 | Japon | 52 - 8 16-4 | Zimbabwe                             | Ravenhill Stadium Belfast 9 500 spectateurs Arbitre : René Hourquet |
| Lundi 14 octobre 1991 14:00 UTC Match 24 | Essai(s) : 9 Horikoshi 22e ; Yoshida 30e, 58e Lauaiufi 40e + 1 ; Masuho 52e, 64e Kutsuki 70e, 78e ; Matsuo 80e Transformation(s) : 5/9 Hosokawa 30e, 52e, 58e, 70e, 80e Pénalité(s) : 2 Hosokawa 4e, 37e |             | Essai(s) : 2 Tsimba 2e ; Nguruve 45e | Ravenhill Stadium Belfast 9 500 spectateurs Arbitre : René Hourquet |
| Lundi 14 octobre 1991 14:00 UTC Match 24 | |             |                                      | Ravenhill Stadium Belfast 9 500 spectateurs Arbitre : René Hourquet |

### Poule C
| Rang | Pays               | J | V | N | D | Pm | Pe | Diff | Pts |
| ---- | ------------------ | - | - | - | - | -- | -- | ---- | --- |
| 1    | Australie          | 3 | 3 | 0 | 0 | 79 | 25 | +54  | 9   |
| 2    | Samoa occidentales | 3 | 2 | 0 | 1 | 54 | 34 | +20  | 7   |
| 3    | Pays de Galles     | 3 | 1 | 0 | 2 | 32 | 61 | -29  | 5   |
| 4    | Argentine          | 3 | 0 | 0 | 3 | 38 | 83 | -45  | 3   |

| Vendredi 4 octobre 1991 15:00 UTC Match 2 | Argentine | 19 - 32 7-16 | Australie | Stradey Park Llanelli 11 000 spectateurs Arbitre : David Bishop |
| Vendredi 4 octobre 1991 15:00 UTC Match 2 | Essai(s) : 2 Terán 32e, 65e Transformation(s) : 1/2 del Castillo 65e Pénalité(s) : del Castillo 59e Drop(s) : 2 Arbizu 19e, 74e |              | Essai(s) : 5 Campese 7e, 69e Horan 30e, 76e ; Kearns 41e Transformation(s) : 3/5 Lynagh 30e, 69e, 76e Pénalité(s) : 2 Lynagh 15e, 17e | Stradey Park Llanelli 11 000 spectateurs Arbitre : David Bishop |
| Vendredi 4 octobre 1991 15:00 UTC Match 2 | |              | | Stradey Park Llanelli 11 000 spectateurs Arbitre : David Bishop |

| Dimanche 6 octobre 1991 13:00 UTC Match 7 | Pays de Galles                                                                                  | 13 - 16 3-3 | Samoa occidentales                                                                                          | Arms Park Cardiff 45 000 spectateurs Arbitre : Patrick Robin |
| Dimanche 6 octobre 1991 13:00 UTC Match 7 | Essai(s) : 2 AE Jones 62e ; I Evans 80e Transformation(s) : 1/2 Ring 62e Pénalité(s) : Ring 23e |             | Essai(s) : 2 T Vaega 42e ; S Vaifale 51e Transformation(s) : 1/2 M Vaea 42e Pénalité(s) : 2 M Vaea 19e, 77e | Arms Park Cardiff 45 000 spectateurs Arbitre : Patrick Robin |
| Dimanche 6 octobre 1991 13:00 UTC Match 7 |                                                                                                 |             | | Arms Park Cardiff 45 000 spectateurs Arbitre : Patrick Robin |

| Mercredi 9 octobre 1991 13:00 UTC Match 12 | Australie                           | 9 - 3 6-0 | Samoa occidentales       | Pontypool Park Pontypool 15 000 spectateurs Arbitre : Ed Morrison |
| Mercredi 9 octobre 1991 13:00 UTC Match 12 | Pénalité(s) : 3 Lynagh 3e, 38e, 73e |           | Pénalité(s) : M Vaea 65e | Pontypool Park Pontypool 15 000 spectateurs Arbitre : Ed Morrison |
| Mercredi 9 octobre 1991 13:00 UTC Match 12 |                                     |           |                          | Pontypool Park Pontypool 15 000 spectateurs Arbitre : Ed Morrison |

| Mercredi 9 octobre 1991 20:00 UTC Match 15 | Pays de Galles                                                      | 16 - 7 9-0 | Argentine                                                    | Arms Park Cardiff 35 000 spectateurs Arbitre : René Hourquet |
| Mercredi 9 octobre 1991 20:00 UTC Match 15 | Essai(s) : Arnold 68e Pénalité(s) : 4 Ring 8e, 21e, 37e ; Rayer 73e |            | Essai(s) : H García Simón 75e Pénalité(s) : del Castillo 65e | Arms Park Cardiff 35 000 spectateurs Arbitre : René Hourquet |
| Mercredi 9 octobre 1991 20:00 UTC Match 15 |                                                                     |            |                                                              | Arms Park Cardiff 35 000 spectateurs Arbitre : René Hourquet |

| Samedi 12 octobre 1991 15:15 UTC Match 19 | Pays de Galles        | 3 - 38 3-10 | Australie | Arms Park Cardiff 54 000 spectateurs Arbitre : Keith Lawrence |
| Samedi 12 octobre 1991 15:15 UTC Match 19 | Pénalité(s) : Ring 7e |             | Essai(s) : 6 Roebuck 35e, 79e ; Slattery 46e Campese 49e ; Horan 76e ; Lynagh 78e Transformation(s) : 4/6 Lynagh 46e, 49e, 76e, 79e Pénalité(s) : 2 Lynagh 9e, 29e | Arms Park Cardiff 54 000 spectateurs Arbitre : Keith Lawrence |
| Samedi 12 octobre 1991 15:15 UTC Match 19 |                       |             | | Arms Park Cardiff 54 000 spectateurs Arbitre : Keith Lawrence |

| Dimanche 13 octobre 1991 13:00 UTC Match 22 | Argentine                                                                                | 12 - 35 12-15 | Samoa occidentales | Sardis Road Pontypridd 8 500 spectateurs Arbitre : Brian Anderson remplacé par Jim Fleming |
| Dimanche 13 octobre 1991 13:00 UTC Match 22 | Essai(s) : Terán 35e Transformation(s) : Arbizu Pénalité(s) : 2 Laborde 14e ; Arbizu 34e |               | Essai(s) : 6 T Tagaloa 20e, 73e ; Lima 40e, 79e Bunce 59e ; Bachop 76e Transformation(s) : 4/6 M Vaea 20e, 40e, 76e, 79e Pénalité(s) : M Vaea 29e | Sardis Road Pontypridd 8 500 spectateurs Arbitre : Brian Anderson remplacé par Jim Fleming |
| Dimanche 13 octobre 1991 13:00 UTC Match 22 |                                                                                          |               | | Sardis Road Pontypridd 8 500 spectateurs Arbitre : Brian Anderson remplacé par Jim Fleming |

### Poule D
| Rang | Pays     | J | V | N | D | Pm | Pe | Diff | Pts |
| ---- | -------- | - | - | - | - | -- | -- | ---- | --- |
| 1    | France   | 3 | 3 | 0 | 0 | 82 | 25 | +57  | 9   |
| 2    | Canada   | 3 | 2 | 0 | 1 | 45 | 33 | +12  | 7   |
| 3    | Roumanie | 3 | 1 | 0 | 2 | 31 | 64 | -33  | 5   |
| 4    | Fidji    | 3 | 0 | 0 | 3 | 27 | 63 | -36  | 3   |

| Vendredi 4 octobre 1991 20:00 UTC+1 Match 3 | France | 30 - 3 6-0 | Roumanie                    | Stade de la Méditerranée Béziers 22 000 spectateurs Arbitre : Les Peard |
| Vendredi 4 octobre 1991 20:00 UTC+1 Match 3 | Essai(s) : 4 de pénalité 60e ; Saint-André 63e Roumat 68e ; Lafond 75e Transformation(s) : D Camberabero 60e Pénalité(s) : 4 D Camberabero 25e, 34e, 45e, 52e |            | Pénalité(s) : Nichitean 54e | Stade de la Méditerranée Béziers 22 000 spectateurs Arbitre : Les Peard |
| Vendredi 4 octobre 1991 20:00 UTC+1 Match 3 | |            |                             | Stade de la Méditerranée Béziers 22 000 spectateurs Arbitre : Les Peard |

| Samedi 5 octobre 1991 20:00 UTC+1 Match 6 | Canada                                                    | 13 - 3 7-3 | Fidji               | Stade Jean-Dauger Bayonne 5 000 spectateurs Arbitre : Kerry Fitzgerald |
| Samedi 5 octobre 1991 20:00 UTC+1 Match 6 | Essai(s) : Stewart 20e Pénalité(s) : 3 Rees 35e, 67e, 72e |            | Drop(s) : Serevi13e | Stade Jean-Dauger Bayonne 5 000 spectateurs Arbitre : Kerry Fitzgerald |
| Samedi 5 octobre 1991 20:00 UTC+1 Match 6 |                                                           |            |                     | Stade Jean-Dauger Bayonne 5 000 spectateurs Arbitre : Kerry Fitzgerald |

| Mardi 8 octobre 1991 20:00 UTC+1 Match 11 | France | 33 - 9 19-3 | Fidji                                                                             | Stade Lesdiguières Grenoble 18 548 spectateurs Arbitre : Derek Bevan |
| Mardi 8 octobre 1991 20:00 UTC+1 Match 11 | Essai(s) : 6 Sella 12e, 71e ; Lafond 33e, 40e, 68e D Camberabero 59e Transformation(s) : 3/6 D Camberabero 12e, 40e, 71e Pénalité(s) : D Camberabero 18e |             | Essai(s) : Naruma 74e Transformation(s) : Koroduadua Pénalité(s) : Koroduadua 1re | Stade Lesdiguières Grenoble 18 548 spectateurs Arbitre : Derek Bevan |
| Mardi 8 octobre 1991 20:00 UTC+1 Match 11 | |             |                                                                                   | Stade Lesdiguières Grenoble 18 548 spectateurs Arbitre : Derek Bevan |

| Mercredi 9 octobre 1991 17:00 UTC+1 Match 16 | Canada | 19 - 11 3-3 | Roumanie                                                           | Stade Ernest-Wallon Toulouse 10 000 spectateurs Arbitre : Sandy MacNeill |
| Mercredi 9 octobre 1991 17:00 UTC+1 Match 16 | Essai(s) : 2 G McKinnon 43e Ennis 48e Transformation(s) : 1/2 Wyatt 48e Pénalité(s) : 2 Wyatt 8e, 55e Drop(s) : Rees 71e |             | Essai(s) : 2 A Lungu 68e ; C Sasu 80e Pénalité(s) : N Nichtean 40e | Stade Ernest-Wallon Toulouse 10 000 spectateurs Arbitre : Sandy MacNeill |
| Mercredi 9 octobre 1991 17:00 UTC+1 Match 16 | |             |                                                                    | Stade Ernest-Wallon Toulouse 10 000 spectateurs Arbitre : Sandy MacNeill |

| Samedi 12 octobre 1991 UTC+1 Match 20 | Fidji                                                                   | 15 - 17 6-7 | Roumanie | Stade Amédée-Domenech, Brive 8 500 spectateurs Arbitre : Owen Doyle |
| Samedi 12 octobre 1991 UTC+1 Match 20 | Pénalité(s) : 2 Turuva 8e, 70e Drop(s) : 3 Rabaka 72e, 42e ; Turuva 48e |             | Essai(s) : 3 Ion 35e ; Dumitras 51e ; C Sasu 55e Transformation(s) : 1/3 Rǎcean 51e Pénalité(s) : N Nichitean 39e | Stade Amédée-Domenech, Brive 8 500 spectateurs Arbitre : Owen Doyle |
| Samedi 12 octobre 1991 UTC+1 Match 20 |                                                                         |             | | Stade Amédée-Domenech, Brive 8 500 spectateurs Arbitre : Owen Doyle |

| Dimanche 13 octobre 1991 20:00 UTC+1 Match 23 | France | 19 - 13 9-7 | Canada                                                                       | Stade Armandie Agen 15 000 spectateurs Arbitre : Stephen Hilditch |
| Dimanche 13 octobre 1991 20:00 UTC+1 Match 23 | Essai(s) : 2 Lafond 10e ; Saint-André 47e Transformation(s) : 1/2 D Camberabero 10e Pénalité(s) : 3 D Camberabero 4e ; Lacroix 68e, 74e |             | Essai(s) : Wyatt 40e Pénalité(s) : 2 Wyatt 26e ; Rees 78e Drop(s) : Rees 60e | Stade Armandie Agen 15 000 spectateurs Arbitre : Stephen Hilditch |
| Dimanche 13 octobre 1991 20:00 UTC+1 Match 23 | |             |                                                                              | Stade Armandie Agen 15 000 spectateurs Arbitre : Stephen Hilditch |

## Phase éliminatoire
|  | Quarts de finale            | Quarts de finale            |                           |                           | Demi-finales                | Demi-finales                |   |  | Finale                    | Finale                    |
|  | Quarts de finale            | Quarts de finale            |                           |                           | Demi-finales                | Demi-finales                |   |  | Finale                    | Finale                    |
|  |                             |                             |                           |                           |                             |                             |   |  |                           |                           |
|  | 19 octobre 1991 à Édimbourg | 19 octobre 1991 à Édimbourg |                           |                           | 26 octobre 1991 à Édimbourg | 26 octobre 1991 à Édimbourg |   |  | 2 novembre 1991 à Londres | 2 novembre 1991 à Londres |
|  | 19 octobre 1991 à Édimbourg | 19 octobre 1991 à Édimbourg |                           |                           | 26 octobre 1991 à Édimbourg | 26 octobre 1991 à Édimbourg |   |  | 2 novembre 1991 à Londres | 2 novembre 1991 à Londres |
|  | Écosse                      | 28                          |                           |                           | 26 octobre 1991 à Édimbourg | 26 octobre 1991 à Édimbourg |   |  | 2 novembre 1991 à Londres | 2 novembre 1991 à Londres |
|  | Écosse                      | 28                          |                           |                           | 26 octobre 1991 à Édimbourg | 26 octobre 1991 à Édimbourg |   |  | 2 novembre 1991 à Londres | 2 novembre 1991 à Londres |
|  | Samoa occidentales          | 6                           |                           |                           | 26 octobre 1991 à Édimbourg | 26 octobre 1991 à Édimbourg |   |  | 2 novembre 1991 à Londres | 2 novembre 1991 à Londres |
|  | Samoa occidentales          | 6                           | Angleterre                | 9                         |                             |                             |   |  | 2 novembre 1991 à Londres | 2 novembre 1991 à Londres |
|  | 19 octobre 1991 à Paris     |                             | Angleterre                | 9                         |                             |                             |   |  | 2 novembre 1991 à Londres | 2 novembre 1991 à Londres |
|  |                             | Écosse                      | 6                         |                           |                             |                             |   |  | 2 novembre 1991 à Londres | 2 novembre 1991 à Londres |
|  | Angleterre                  | Écosse                      | 6                         | 19                        |                             |                             |   |  | 2 novembre 1991 à Londres | 2 novembre 1991 à Londres |
|  | Angleterre                  |                             |                           | 19                        |                             |                             |   |  | 2 novembre 1991 à Londres | 2 novembre 1991 à Londres |
|  | France                      | 10                          |                           |                           |                             |                             |   |  | 2 novembre 1991 à Londres | 2 novembre 1991 à Londres |
|  | France                      | 10                          | Australie                 | 12                        |                             |                             |   |  |                           |                           |
|  | 20 octobre 1991 à Dublin    |                             | Australie                 | 12                        |                             |                             |   |  |                           |                           |
|  |                             | Angleterre                  | 6                         |                           |                             |                             |   |  |                           |                           |
|  | Australie                   | Angleterre                  | 6                         | 19                        |                             |                             |   |  |                           |                           |
|  | Australie                   | 27 octobre 1991 à Dublin    |                           | 19                        |                             |                             |   |  |                           |                           |
|  | Irlande                     | 18                          |                           |                           |                             |                             |   |  |                           |                           |
|  | Irlande                     | 18                          | Australie                 | 16                        |                             |                             |   |  |                           |                           |
|  | 20 octobre 1991 à Lille     | 20 octobre 1991 à Lille     | Australie                 | 16                        | Match pour la 3e place      | Match pour la 3e place      |   |  |                           |                           |
|  | 20 octobre 1991 à Lille     | 20 octobre 1991 à Lille     |                           | Nouvelle-Zélande          | Match pour la 3e place      | Match pour la 3e place      | 6 |  |                           |                           |
|  | Nouvelle-Zélande            | 29                          | 30 octobre 1991 à Cardiff | 30 octobre 1991 à Cardiff |                             |                             | 6 |  |                           |                           |
|  | Nouvelle-Zélande            | 29                          | 30 octobre 1991 à Cardiff | 30 octobre 1991 à Cardiff |                             |                             |   |  |                           |                           |
|  | Canada                      | 13                          |                           | Écosse                    | 6                           |                             |   |  |                           |                           |
|  | Canada                      | 13                          |                           | Écosse                    | 6                           |                             |   |  |                           |                           |
|  |                             |                             |                           |                           |                             |                             |   |  | Nouvelle-Zélande          | 13                        |
|  |                             |                             |                           |                           |                             |                             |   |  | Nouvelle-Zélande          | 13                        |

### Quart de finale
| 19 octobre 1991 13:00 UTC Match 25 | Écosse | 28 - 6 (13-3) | Samoa occidentales                           | Murrayfield Stadium Édimbourg 54 000 spectateurs Arbitre : Derek Bevan |
| 19 octobre 1991 13:00 UTC Match 25 | Essai(s) : 3 Stanger 30e ; Jeffrey 39e, 70e Transformation(s) : 2/3 G Hastings 39e, 70e Pénalité(s) : 4 G Hastings 17e, 56e, 63e, 70e |               | Pénalité(s) : M Vaea 6e Drop(s) : Bachop 58e | Murrayfield Stadium Édimbourg 54 000 spectateurs Arbitre : Derek Bevan |
| 19 octobre 1991 13:00 UTC Match 25 | |               |                                              | Murrayfield Stadium Édimbourg 54 000 spectateurs Arbitre : Derek Bevan |

| 19 octobre 1991 15:00 UTC+1 Match 26 | France                                                 | 10 - 19 (6-10) | Angleterre                                                                                                   | Parc des Princes Paris 48 500 spectateurs Arbitre : David Bishop |
| 19 octobre 1991 15:00 UTC+1 Match 26 | Essai(s) : Lafond 51e Pénalité(s) : 2 Lacroix 16e, 22e |                | Essai(s) : 2 R Underwood 19e ; Carling 80e Transformation(s) : 1/2 Webb 80e Pénalité(s) : 3 Webb 6e, 9e, 75e | Parc des Princes Paris 48 500 spectateurs Arbitre : David Bishop |
| 19 octobre 1991 15:00 UTC+1 Match 26 |                                                        |                | | Parc des Princes Paris 48 500 spectateurs Arbitre : David Bishop |

| 20 octobre 1991 13:00 UTC Match 27 | Irlande                                                                                                   | 18 - 19 (6-6) | Australie                                                                                                   | Lansdowne Road Dublin 54 500 spectateurs Arbitre : Jim Fleming |
| 20 octobre 1991 13:00 UTC Match 27 | Essai(s) : Hamilton 75e Transformation(s) : Keyes Pénalité(s) : 3 Keyes 26e, 34e, 63e Drop(s) : Keyes 51e |               | Essai(s) : 3 Campese 17e, 53e ; Lynagh 79e Transformation(s) : 2/3 Lynagh 17e, 53e Pénalité(s) : Lynagh 45e | Lansdowne Road Dublin 54 500 spectateurs Arbitre : Jim Fleming |
| 20 octobre 1991 13:00 UTC Match 27 | |               | | Lansdowne Road Dublin 54 500 spectateurs Arbitre : Jim Fleming |

| 20 octobre 1991 15:00 GUTC Match 28 | Canada                                                                                        | 13 - 29 (3-21) | Nouvelle-Zélande | Stadium Nord Lille Métropole, Villeneuve-d'Ascq 30 360 spectateurs Arbitre : Fred Howard |
| 20 octobre 1991 15:00 GUTC Match 28 | Essai(s) : 2 Tynan 60e ; Charron 80e Transformation(s) : 1/2 Rees 80e Pénalité(s) : Wyatt 33e |                | Essai(s) : 5 Timu 9e, 75e ; McCahill 19e Z Brooke 39e ; Kirwan 55e Transformation(s) : 3/5 Fox 9e, 19e, 39e Pénalité(s) : Fox 27e | Stadium Nord Lille Métropole, Villeneuve-d'Ascq 30 360 spectateurs Arbitre : Fred Howard |
| 20 octobre 1991 15:00 GUTC Match 28 |                                                                                               |                | | Stadium Nord Lille Métropole, Villeneuve-d'Ascq 30 360 spectateurs Arbitre : Fred Howard |

### Demi-finales
| 26 octobre 1991 14:30 UTC Match 29 | Écosse                             | 6 - 9 (6-3) | Angleterre                                         | Murrayfield Stadium, Édimbourg 54 000 spectateurs Arbitre : Kerry Fitzgerald |
| 26 octobre 1991 14:30 UTC Match 29 | Pénalité(s) : 2 G Hastings 9e, 32e |             | Pénalité(s) : 2 Webb 34e, 57e Drop(s) : Andrew 75e | Murrayfield Stadium, Édimbourg 54 000 spectateurs Arbitre : Kerry Fitzgerald |
| 26 octobre 1991 14:30 UTC Match 29 |                                    |             |                                                    | Murrayfield Stadium, Édimbourg 54 000 spectateurs Arbitre : Kerry Fitzgerald |

| 27 octobre 1991 14:30 UTC Match 30 | Australie                                                                                              | 16 - 6 (13-0) | Nouvelle-Zélande             | Lansdowne Road, Dublin 54 000 spectateurs Arbitre : Jim Fleming |
| 27 octobre 1991 14:30 UTC Match 30 | Essai(s) : 2 Campese 6e ; Horan 35e Transformation(s) : 1/2 Lynagh 35e Pénalité(s) : 2 Lynagh 13e, 61e |               | Pénalité(s) : 2 Fox 42e, 71e | Lansdowne Road, Dublin 54 000 spectateurs Arbitre : Jim Fleming |
| 27 octobre 1991 14:30 UTC Match 30 | |               |                              | Lansdowne Road, Dublin 54 000 spectateurs Arbitre : Jim Fleming |

### Match pour la troisième place
|                      | Match 31                           |
| Équipes              | Nouvelle-Zélande - Écosse          |
| Score                | 13 - 6                             |
| Mi-temps             | (6-3)                              |
| Date                 | Mercredi 30 octobre 1991           |
| Heure                | 14:30 UTC                          |
| Stade                | Arms Park, Cardiff                 |
| Affluence            | 47 000 spectateurs                 |
| Arbitre              | Stephen Hilditch (en)              |
| Points marqués :     |                                    |
| Nouvelle-Zélande     |                                    |
| Essai :              | Little 79e                         |
| Pénalités :          | Preston 13e, 33e, 48e              |
| Écosse               |                                    |
| Pénalités :          | G.Hastings 4e, 75e                 |
| Évolution du score : | 0-3, 3-3, 6-3, mt, 9-3, 9-6, 13-6. |

### Finale
|                      | Match 32 |
| Équipes              | Angleterre - Australie |
| Score                | 6 - 12 |
| Mi-temps             | (0-9) |
| Date                 | Samedi 2 novembre 1991 |
| Stade                | Twickenham, Londres Angleterre |
| Affluence            | 56 208 spectateurs |
| Arbitre              | Derek Bevan |
| Les équipes          | |
| Australie            | Phil Kearns, Tony Daly, Ewen McKenzie, John Eales, Rod McCall, Simon Poidevin, Willy Ofahengaue, Troy Coker, Nick Farr-Jones , Michael Lynagh, David Campese, Tim Horan, Jason Little, Bob Egerton, Marty Roebuck           |
| Angleterre           | Jason Leonard, Brian Moore, Jeff Probyn, Paul Ackford, Wade Dooley, Mickey Skinner, Peter Winterbottom, Mike Teague, Richard Hill, Rob Andrew, Rory Underwood, Jeremy Guscott, Will Carling , Simon Halliday, Jonathan Webb |
| Points               | |
| Angleterre           | |
| Pénalités :          | Webb 60e, 71e |
| Australie            | |
| Essai :              | Daly 30e |
| Transformation :     | Lynagh |
| Pénalités :          | Lynagh 27e, 65e |
| Évolution du score : | 0-3, 0-7, 0-9, mt, 3-9, 3-12, 6-12. |

## Statistiques individuelles

### Meilleurs marqueurs d'essais
| Joueur               | Sélection  | Essais marqués |
| -------------------- | ---------- | -------------- |
| Jean-Baptiste Lafond | France     | 6              |
| David Campese        | Australie  | 6              |
| Brian Robinson       | Irlande    | 4              |
| Tim Horan            | Australie  | 4              |
| Rory Underwood       | Angleterre | 4              |

### Meilleurs réalisateurs
Ci-après, table synthétisant les réalisations des dix meilleurs marqueurs de points de l'édition 1991 :
| Rang | Joueur               | Nation             | Matchs | Points | Points / match | Essais | Transf. | Pénalités | Drops |
| ---- | -------------------- | ------------------ | ------ | ------ | -------------- | ------ | ------- | --------- | ----- |
| 1    | Ralph Keyes          | Irlande            | 4      | 68     | 17,0           | 0      | 7       | 16        | 2     |
| 2    | Michael Lynagh       | Australie          | 6      | 66     | 11,0           | 2      | 11      | 12        | 0     |
| 3    | Gavin Hastings       | Écosse             | 5      | 61     | 12,2           | 1      | 9       | 13        | 0     |
| 4    | Jonathan Webb        | Angleterre         | 5      | 56     | 11,2           | 1      | 5       | 14        | 0     |
| 5    | Grant Fox            | Nouvelle-Zélande   | 4      | 44     | 11,0           | 0      | 7       | 10        | 0     |
| 6    | Didier Camberabero   | France             | 3      | 32     | 10,7           | 1      | 5       | 6         | 0     |
| 7    | Takahiro Hosokawa    | Japon              | 3      | 29     | 9,7            | 1      | 8       | 2         | 1     |
| 8    | Diego Domínguez      | Argentine          | 3      | 29     | 9,7            | 0      | 7       | 5         | 0     |
| 9    | Mathew Vaea          | Samoa occidentales | 4      | 25     | 6,2            | 0      | 5       | 5         | 0     |
| 10   | David Campese        | Australie          | 6      | 24     | 4,0            | 6      | 0       | 0         | 0     |
| 10   | Jean-Baptiste Lafond | France             | 6      | 24     | 4,0            | 6      | 0       | 0         | 0     |

## Statistiques générales
Sont regroupées ci-dessous des statistiques relatives à chacune des seize nations ayant pris part à la seconde Coupe du monde de rugby à XV (il n'y a ni résultat nul ni carton rouge) :
| Classement           | Nation             | Joués | Gagnés | Perdus | Points marqués | Points encaissés | Différence de points | Essais marqués |
| -------------------- | ------------------ | ----- | ------ | ------ | -------------- | ---------------- | -------------------- | -------------- |
| Vainqueur            | Australie          | 6     | 6      | 0      | 126            | 55               | +71                  | 17             |
| Finaliste            | Angleterre         | 6     | 4      | 2      | 119            | 61               | +58                  | 11             |
| Troisième            | Nouvelle-Zélande   | 6     | 5      | 1      | 143            | 74               | +69                  | 19             |
| Quatrième            | Écosse             | 6     | 4      | 2      | 162            | 64               | +98                  | 20             |
| Quarts de finalistes | Irlande            | 4     | 2      | 2      | 120            | 70               | +50                  | 13             |
| Quarts de finalistes | France             | 4     | 3      | 1      | 92             | 44               | +48                  | 13             |
| Quarts de finalistes | Samoa occidentales | 4     | 2      | 2      | 60             | 62               | -2                   | 8              |
| Quarts de finalistes | Canada             | 4     | 2      | 2      | 58             | 62               | -4                   | 6              |
| Troisièmes de poule  | Japon              | 3     | 1      | 2      | 77             | 87               | -10                  | 13             |
| Troisièmes de poule  | Italie             | 3     | 1      | 2      | 57             | 76               | -19                  | 7              |
| Troisièmes de poule  | Roumanie           | 3     | 1      | 2      | 31             | 64               | -33                  | 5              |
| Troisièmes de poule  | Pays de Galles     | 3     | 1      | 2      | 32             | 61               | -29                  | 3              |
| Quatrièmes de poule  | Fidji              | 3     | 0      | 3      | 27             | 63               | -36                  | 1              |
| Quatrièmes de poule  | Argentine          | 3     | 0      | 3      | 38             | 83               | -45                  | 4              |
| Quatrièmes de poule  | États-Unis         | 3     | 0      | 3      | 24             | 113              | -89                  | 2              |
| Quatrièmes de poule  | Zimbabwe           | 3     | 0      | 3      | 31             | 158              | -127                 | 6              |